# Stanisław Janicki (minister)
Stanisław Janicki (ur. 22 października 1872 w Warszawie, zm. 25 września 1939 tamże) – polski inżynier meliorant, działacz rolniczy, polityk, minister.

## Życiorys

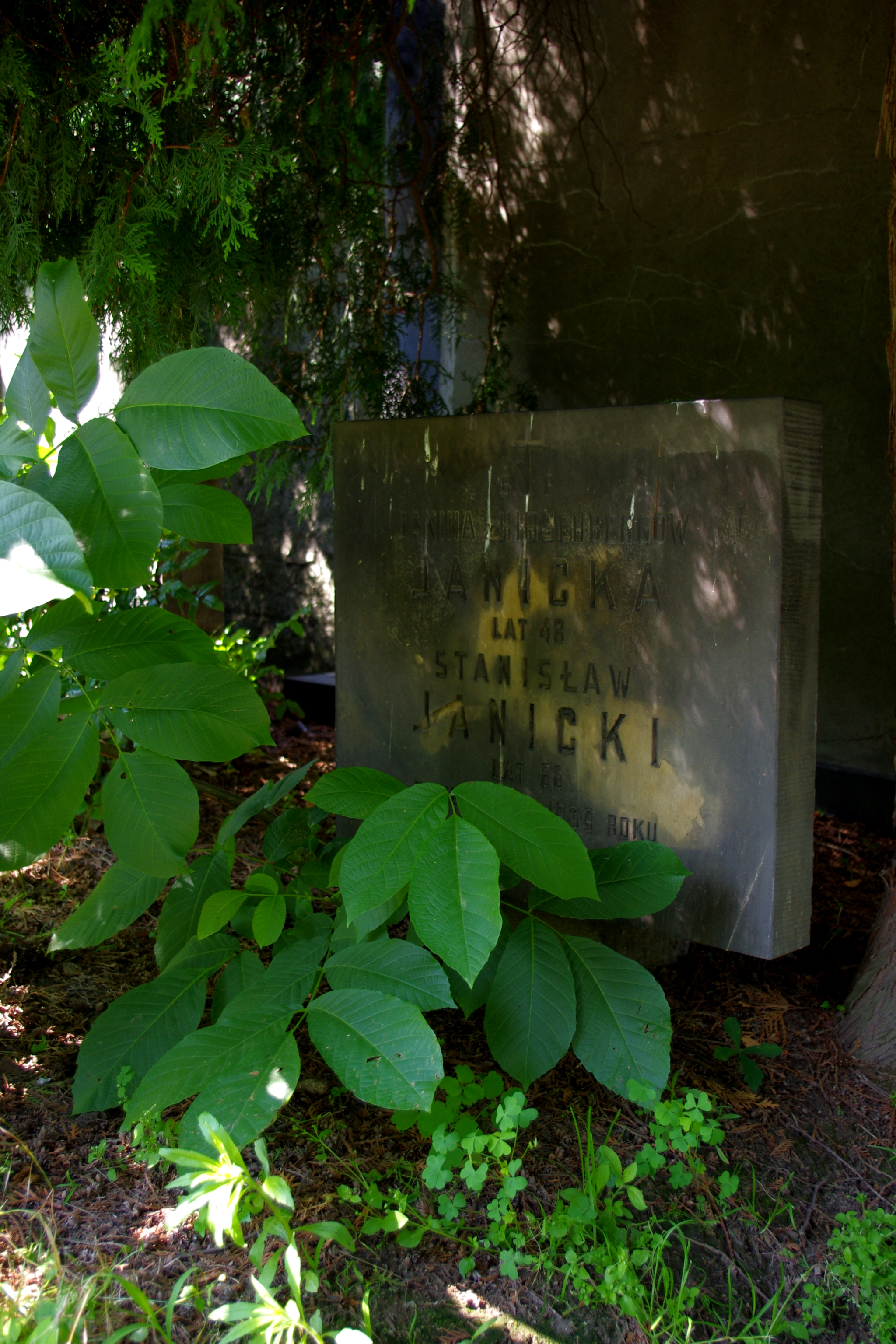
Poprzedni grób Stanisława Janickiego

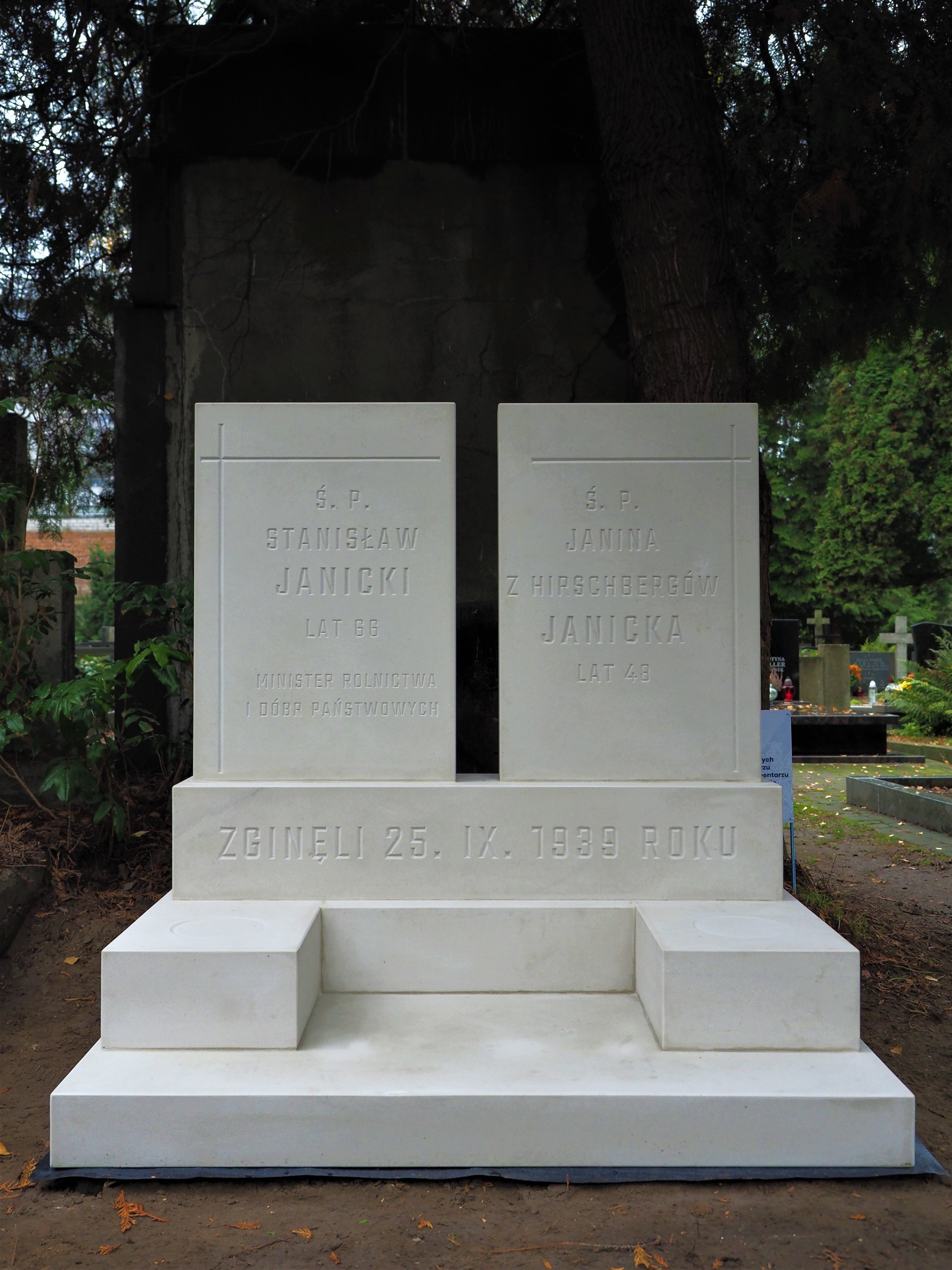
Nowy grób ministra Stanisława Janickiego

Urodził się w rodzinie wyznania ewangelicko-reformowanego. Jego ojciec Władysław Ludwik był doktorem medycyny - chirurgiem, a matka Melania z domu Norblin córką znanego przemysłowca Wincentego Norblina. Ukończył studia na Wydziale Melioracji Politechniki w Rydze, a następnie w latach 1899-1901 ukończył studia w akademii rolniczej w Bonn. W trakcie studiów został przyjęty do korporacji akademickiej Arkonia. Prowadził w Warszawie biuro melioracyjne. Był zwolennikiem uprzemysłowienia wielkiej własności ziemskiej. W Ułężu Górnym założył jedną z pierwszych na ziemiach polskich spółdzielczą krochmalnię, której produkty eksportował do Szwajcarii i Holandii. W tym czasie był również organizatorem i prezesem Związku Producentów Krochmalu oraz Związku Producentów Ryb.

### Wielka Wojna i odrodzenie Polski
W okresie I wojny światowej od 1916 r. brał czynny udział w pracach Centralnego Towarzystwa Rolniczego. Rok później jako przedstawiciel Stronnictwa Narodowo-Demokratycznego wszedł w skład Tymczasowej Rady Stanu, obejmując kierownictwo Departamentu Gospodarstwa Społecznego. W sierpniu 1917 r. znalazł się w składzie Komisji Przejściowej TRS, przygotowującej przekazanie spraw leżących w kompetencjach Rady przyszłym władzom polskim. Był też członkiem komisji wyznaczonej do rozmów z arcybiskupem Aleksandrem Kakowskim i księciem Zdzisławem Lubomirskim w sprawie ich wejścia do Rady Regencyjnej. Z początkiem 1918 został powołany na stanowisko podsekretarza stanu w Ministerstwie Rolnictwa i Dóbr Koronnych. Jako wiceminister, w kwietniu i w listopadzie 1918 pełnił funkcję kierownika tego resortu w prowizoriach rządowych Antoniego Ponikowskiego i Władysława Wróblewskiego. W rządzie Ponikowskiego został mu również powierzony nadzór nad Ministerstwem Aprowizacji. W 1918 r. był on także członkiem Państwowej Rady Rolniczej przy MRiDK oraz Komisji Reformy Agrarnej, zajmującej się opracowywaniem wniosków ustawodawczych w sprawach agrarnych, które miały zostać przedłożone pod  obrady przyszłego parlamentu polskiego. W tym okresie z jego inicjatywy i pod jego redakcją ukazała się obszerna monografia zatytułowana Stosunki rolnicze Królestwa Polskiego (1918 r.).

### II Rzeczpospolita
W odrodzonym państwie polskim wraz z całym resortem przeszedł pod zwierzchnictwo rządu Jędrzeja Moraczewskiego. Pełnił w nim funkcję wiceministra. Następnie od 16 stycznia 1919 do 30 września 1919 był ministrem rolnictwa i dóbr państwowych w rządzie Ignacego Jana Paderewskiego. Jako minister Jako minister rolnictwa w okresie strajków rolnych w 1919 r. sprzeciwił się postulatowi Związku Ziemian opracowania przez rząd wytycznych dotyczących norm wynagradzania robotników folwarcznych. W tym samym roku brał udział w przygotowaniu uchwały w przedmiocie zasad reformy rolnej, której punkt 16. skierowany był przeciwko próbom przeprowadzania samorzutnej parcelacji. Janicki w marcu 1919 r. złożył w sejmowej Komisji Rolnej przygotowany przez siebie projekt zasad reformy rolnej. W dyskusji nad nią sprzeciwiał się m.in. pomysłowi określenia jednego maksimum posiadania ziemi, które obowiązywałoby na terenie całego kraju. Wystąpił przeciw projektowi ludowców „okrojenia” folwarków do 60-300 morgów (33,6-168 ha),zaproponowanego przez Polskiego Stronnictwo Ludowe-Wyzwolenie, i 100-200 morgów (56-112 ha), czego domagało się Polskie Stronnictwo Ludowe- Piast. Kompromisem miała być wysunięta  propozycja podniesienia górnej granicy posiadania ziemi do ok. 800-900 morgów. Janicki był także przeciwko upaństwowieniu lasów i  jednocześnie zgadzał się na przymusowy wykup tam, gdzie zagrożone było istnienie lub prawidłowy wzrost lasów. Opowiadał się również za państwowym nadzorem nad jakością leśnej gospodarki i utrzymaniem na należytym poziomie lasów prywatnych. Sprawując urząd ministra rolnictwa, Janicki był atakowany przez większość stron sceny politycznej. Przedstawiciele stronnictw radykalnych uważali go za obrońcę interesów polskiego ziemiaństwa, podczas gdy reprezentanci prawicy widzieli w nim zdrajcę interesów tego środowiska. Jako zwolennik przymusowych wywłaszczeń i parcelacji podczas debaty sejmowej nad reformą rolną ani słowem nie wypowiedział się w obronie zasady nienaruszalności własności prywatnej, przez co został wykluczony ze Związku Ziemian. Janicki uważał, iż realizacja reformy rolnej musi być przeprowadzona stopniowo. W kwestii zaangażowania państwa w realizację reformy rolnej przekonywał, że Polska miała zbyt mało zasobów kadrowych i finansowych oraz dobrze zorganizowanych urzędów, aby w krótkim czasie uporać się z wielką podażą ziemi do rozparcelowania. Uwagę władz państwowych chciał natomiast skierować na rozwój oświaty rolniczej. Dowodził ponadto, że państwo polskie musi stać się samowystarczalne, a nadto eksportować żywność. 
Janicki przestał być ministrem 30 września 1919 r. Ponownie objął resort od 7 stycznia 1924 do 13 listopada 1925  w rządzie Władysława Grabskiego, gdzie od 3 czerwca 1924 do 22 lipca 1924 jednocześnie kierował Ministerstwem Reform Rolnych. W tym rządzie opowiadał się za koniecznością szybkiego rozwijania produkcji rolnej i hodowlanej w celu zapewnienia krajowi samowystarczalności żywnościowej oraz szukania dodatkowych dochodów poprzez zwiększenie eksportu. Zapowiadał popieranie rozwoju przemysłu rolniczego oraz instytucji kredytujących rolnictwo. W kwestii dokończenia reformy rolnej podzielał koncepcję Grabskiego dotyczącą odsunięcia drogi ustawodawczej na rzecz bodźców ekonomicznych. Należał do grona organizatorów I Polskiego Kongresu Rolniczego, który odbył się w Warszawie w 1924 r. Podczas obrad wygłosił jeden z głównych referatów, broniąc interesów własności ziemskiej.
Po odejściu ze służby państwowej zasiadał w radach nadzorczych Państwowego Banku Rolnego i Banku Handlowego S.A. w Warszawie. Był też członkiem zarządu Towarzystwa Akcyjnego Fabryk Metalowych „Norblin, Bracia Buch i T. Werner”.
Janicki pozostawał w bliskich stosunkach z ministrem spraw zagranicznych Józefem Beckiem, na którego cześć, z okazji nadania mu Orderu Orła Białego, wydał przyjęcie w swoim mieszkaniu (11.10.1938).
Janicki zginął razem z drugą żoną 25 września 1939 podczas bombardowania Warszawy. Zostali razem pochowani na cmentarzu ewangelicko-reformowanym przy ul. Żytniej (kwatera W-2-10). W 2022 roku Fundacja Dziedzictwa Kulturowego odnowiła pomnika ministra Janickiego, dzięki wsparciu finansowemu Kancelarii Prezesa Rady Ministrów.

## Rodzina
Ze strony ojca był wnukiem Stanisława Janickiego (1798-1855). Jego stryjem był Stanisław Janicki (1836-1888).
Żenił się dwukrotnie. Jego pierwszą żoną była kuzynka Irena z Meissnerów (1877-1923). Drugą żoną była Janina z Hirshbergów (1891-1939). Miał dwoje dzieci: Irenę Natalię (1904-1985), po mężu Życka oraz Stanisława Ludwika Janickiego (1906-1940) zamordowanego w Charkowie.

## Odznaczenia
- Krzyż Komandorski z Gwiazdą Orderu Odrodzenia Polski (2 maja 1923)[5][6][7]
- Krzyż Wielki Orderu Lwa Białego (1925, Czechosłowacja)[5][8]
- Krzyż Wielki Orderu Danebroga (1925, Dania)[5][9]